# Ignace Yamak
Ignace Yamak é um futebolista vanuatuense que atua pela defesa. Atualmente joga pelo Tafea.

## Seleção nacional
Ignace Yamak foi convocado pela primeira vez à seleção nacional em outubro de 2015, para os amistosos contra Fiji que ocorreriam nos dias 7 e 10 de novembro. Teve seu primeiro jogo no dia 7, numa partida que terminou empatada em 1 a 1.